# Ėl'vira Vladimirovna Vichareva
El'vira Vladimirovna Vichareva (in russo Эльвира Владимировна Вихарева?; Irkutsk, 8 giugno 1990) è una politica russa ed ex candidata alla Duma di Stato della Federazione Russa.
Videoblogger di tematiche socio-politiche, è autrice di un canale omonimo su YouTube.

## Biografia
Elvira Vikhareva è nata l'8 giugno 1990 a Irkutsk.
Nel 2012 ha completato gli studi presso l'Istituto di Televisione e Radiodiffusione di Mosca "Ostankino". Ha conseguito una seconda laurea presso la Facoltà di Scienze Politiche dell'Università Statale di Scienze Umanistiche della Russia (RGGU).
Da marzo 2020, Vikhareva ha iniziato a gestire un canale YouTube omonimo.

## Attività politica
Nel 2017 è entrata a far parte del partito Jabloko. Ha partecipato alle elezioni attraverso la piattaforma “politica Uber” dei politici Maxim Katz e Dmitry Gudkov, e come candidata del partito Yabloko per il Consiglio dei Deputati del distretto municipale Altufyevsky.
Essendo stata tra i fondatori del "Partito del Cambiamento" - ex partito “Iniziativa Civica”, Vikhareva faceva parte del consiglio politico della sezione moscovita del “Partito del Cambiamento”. Ai vertici del partito sono stati nominati Dmitry Gudkov e Ksenia Sobchak.
Nel 2018 ha lavorato nel team dei politici d'opposizione Dmitry e Gennady Gudkov, dopo di che ha organizzato e moderato un ciclo di conferenze del partito, che riuniva persone con vedute democratiche e leader di opinione pubblica - giornalisti, filosofi, pubblicisti, politici, politologi, sociologi e difensori dei diritti umani.. Nel ciclo di conferenze del partito sono intervenuti Viktor Shenderovich, Andrey Kuraev, Yuri Kobaladze, Alexey Kondaurov, Gennady Gudkov, Mark Feygin, Lev Rubinstein, Stanislav Belkovsky, Alexey Venediktov, Evgeny Shestakov, Ekaterina Shulman, Valery Solovey, Irina Prokhorova, Evgenia Albats, Dmitry Gudkov, Nikolay Karlovich Svanidze, Natalya Zubarevich, Leonid Gozman, Dmitry Oreshkin con l'obiettivo di fornire informazioni oggettive sulla struttura dei vari processi socio-economici. Nell'agosto del 2019, le autorità hanno approvato lo svolgimento di una manifestazione di massa sul viale Sakharov. Vikhareva è stata la conduttrice del comizio. Nel 2019, è stata una delle organizzatrici del comizio sul viale Sakharov che si è tenuto il 10 agosto 2019. Il comizio "Riprendiamoci il diritto di scelta" del 10 agosto 2019, secondo le stime del "Contatore Bianco", ha raccolto fino a 60 mila persone ed è stato il più grande dal 2011. Tutti gli organizzatori sono stati convocati dalla polizia per un colloquio il giorno precedente, ma nonostante ciò, il comizio si è svolto nel giorno stabilito. Oltre a Elvira Vikhareva, all'organizzazione dell'evento hanno partecipato i deputati municipali: Ilya Azar, Denis Shenderovich, Andrey Morev, Elena Rusakova, Elena Filina, così come il membro di "Russia Aperta" Tatyana Usmanova, l'attivista Sergey Rakhnovsky e il membro di "Solidarnost" Nadezhda Mityushkina. Gli organizzatori del comizio "Riprendiamoci il diritto di scelta", che si è tenuto il 10 agosto 2019, hanno consegnato una risoluzione all'ufficio del presidente della Russia. Nella risoluzione si chiedeva di permettere ai politici di opposizione di partecipare alle elezioni o di annullarle, di archiviare i casi aperti dopo le manifestazioni del 14 luglio 2019, 27 luglio 2019 e 3 agosto 2019, e di abolire il filtro municipale alle elezioni autunnali. Inoltre, si chiedeva di ritenere responsabili gli agenti delle forze dell'ordine che avevano picchiato i manifestanti e di vietare il trasferimento delle forze del Ministero degli Interni e della Guardia Nazionale da altre regioni. Il documento è stato consegnato dai deputati Elena Filina, Andrey Morev e Elena Rusakova, ed è stato firmato anche da Ilya Azar ed Elvira Vikhareva.
Nel 2019 ha guidato il quartier generale della campagna elettorale di Gennady Gudkov per le elezioni alla Duma della città di Mosca. Le autorità hanno rifiutato di registrare il politico, dopodiché Vikhareva ha dichiarato di aver presentato una notifica per lo svolgimento di un comizio e una manifestazione a Mosca il 14 settembre 2019, con l'obiettivo di permettere la partecipazione dei candidati indipendenti di opposizione. Nello stesso mese ha tentato per tre volte di organizzare comizi nello stesso luogo, ma questi piani non hanno ricevuto l'approvazione. Il 19 settembre 2019 la polizia ha emesso un avvertimento a Vikhareva riguardo all'illegalità di svolgere manifestazioni non autorizzate.
Ha rappresentato e difeso le opinioni dell'opposizione politica su una serie di questioni attuali di politica interna ed estera della Federazione Russa. Nel 2021 si è candidata come deputata alla Duma di Stato dell'VIII convocazione per il collegio elettorale uninominale n. 196 - Babushkinsky a Mosca, per il Partito della Crescita. Durante la campagna elettorale, Vikhareva ha avviato un incontro con il capo della Commissione elettorale centrale, Ella Pamfilova riguardo all'esclusione degli osservatori dell'OSCE nella loro interezza per lavorare alle elezioni parlamentari. Alle elezioni della Duma di Stato della Russia dal 17 al 19 settembre 2021 nel collegio Babushkinsky, Vikhareva ha ottenuto il 2,40% dei voti.
Il 31 maggio 2022 ha dichiarato l'intenzione di partecipare alle elezioni per diventare deputata municipale del distretto di Yakimanka. Il 27 luglio 2022, il tribunale di Zamoskvoretsky ha escluso la candidata Elvira Vikhareva dalle elezioni nel distretto di Yakimanka. Successivamente, sulle porte dei politici Elvira Vikhareva e Nodari Khananashvili sono stati affissi volantini con le loro foto e la scritta "Sostiene i nazisti ucraini". Nell'ottobre 2022, nonostante le minacce e le pressioni, Elvira Vikhareva ha continuato a visitare le case nel suo quartiere a nord di Mosca, offrendo aiuto nella risoluzione di vari problemi sociali.
Il 24 marzo 2023 è intervenuta alla CNN con Erin Burnett dopo un presunto avvelenamento in Russia. Nella sua sangue sono state trovate tracce di bicromato di potassio tossico, e ha iniziato a manifestare i primi sintomi dolorosi nel novembre 2022, che si sono intensificati nel dicembre 2022 e nel febbraio 2023. I sintomi includevano forti dolori addominali, tachicardia, intorpidimento degli arti, spasmi muscolari, svenimenti e perdita di capelli. Il 21 aprile 2023 il Ministero della Giustizia russo ha inserito Vikhareva nella lista degli “agenti stranieri”.
Il Ministero della Difesa russo, in risposta alla domanda dell'attivista Elvira Vikhareva sul perché le autorità non avessero emesso un decreto per terminare la mobilitazione, ha dichiarato che la revoca del decreto potrebbe portare a una violazione dei diritti dei mobilitati. Ha pubblicato la risposta del ministero sui social media.
Il 22 marzo 2024, insieme ad altri "agenti stranieri", la conduttrice televisiva Tatyana Lazareva, il giornalista Sergei Markelov, l'attivista Daria Serenko e l'economista Vladislav Inozemtsev, Elvira Vikhareva ha lanciato l'iniziativa di candidarsi alle elezioni di settembre per la Duma della città di Mosca. Era previsto che in questa campagna partecipassero 45 "agenti stranieri", corrispondenti al numero di circoscrizioni elettorali a Mosca. Gli oppositori intendevano in questo modo esprimere il loro dissenso verso il sistema politico, creando disagio a "coloro che arrecano danni irreparabili al paese".
La Duma di Stato ha reagito immediatamente a questa iniziativa. Il 6 maggio, in tre letture consecutive, è stato approvato un progetto di emendamenti che vieta agli agenti stranieri, e a Vikhareva in particolare, di candidarsi.
Il 15 maggio 2024, il presidente russo Vladimir Putin ha firmato una legge che vieta agli agenti stranieri di partecipare alle elezioni a tutti i livelli, nonché di fungere da osservatori e rappresentanti dei candidati.